# ۳۸۹ (قمری)
۳۸۹ (قمری)، سیصد و هشتاد و نهمین سال در گاهشماری هجری قمری است. اول محرم این سال برابر با بیست و هشتم دسامبر سال ۹۹۸ میلادی است.

## رویدادها
- صفر - برکناری منصور بن نوح از امارت سامانیان توسط فایق و بگتوزون و جانشین کردن برادرش عبدالملک
- ذیقعده - براندازی امارت سامانی با دستگیری عبدالملک دوم توسط قراخانیان

## وابسته
- حمدانیان